# صبوحة (أغنية)
ألبــوم صبوحة 1991
- الأغــاني

1. صبوحة

1. يا ابن آدم

1. جاءت تودعني

1. لا تسل قلبي

1. أسمر سلبني الروح [1]

- الألبــوم

أول فرقة بالكويت تغني اللغة العربية الفصحة من خلال أغنية ((لا تسل قلبي)) على لحن تركي.. لإبراهيم تاتلاس، وكانت أغنية صبوحة أول أغنية اختيرت كلون غنائي للفرقة، وكانت أول محاولة للفرقة لتطوير الأغاني الفلكلورية من خلال أغنية ((أسمر سلبني الروح)) و((جاءت تودعني)) وكانت أغلب الأغاني بصوت مشعل ليلي، وتم تصوير 4 فيديو كليبات.
- هذا الألبوم من أنتاج

إنتاج شركة المسعود